# Graffenrieda caudata
Graffenrieda caudata é uma espécie de planta da família Melastomataceae. É um monotípico dentro do género Graffenrieda.
É endémica da Guiana.